# Cristilabrum bubulum
Cristilabrum bubulum är en snäckart som beskrevs av Alan Solem 1981. Cristilabrum bubulum ingår i släktet Cristilabrum och familjen Camaenidae. IUCN kategoriserar arten globalt som starkt hotad. Inga underarter finns listade i Catalogue of Life.